# En busca del falo dorado
En busca del falo dorado (en ruso, V poiskakh zolotogo fallosa) es una película chileno-rusa de 1993, dirigida por el chileno Sebastián Alarcón.
La película fue rodada en Chile, Rusia y Alemania, más específicamente en las ciudades de Valparaíso, Moscú, Novorosíisk y Kiel.

## Sinopsis
La mafia rusa lleva de contrabando a Valparaíso el Falo de Oro, una reliquia mitológica. El encargado de realizar el traslado de la joya es un artista circense, que huye con ella luego de adormecer a su vigilante, quien so pena de muerte, debe perseguir al artista para recuperarla.

## Reparto
Los intérpretes de la película son los siguientes:
- Sergey Gazarov
- Luz Croxatto
- José Pelayo
- Armen Dzhigarkhanyan
- Olga Tolstetskaya
- Jorge Guerra
- Sergey Nikonenko
- Leonid Kuravlyov
- Roger Nevares: como Rogelio Nevares